# Stomopogon albiseta
Stomopogon albiseta är en tvåvingeart som först beskrevs av Stein 1911.  Stomopogon albiseta ingår i släktet Stomopogon och familjen husflugor.
Artens utbredningsområde är Peru. Inga underarter finns listade i Catalogue of Life.